# Акульцинго
Акульцинго (исп. Acultzingo) — город в Мексике, входит в штат Веракрус. Административный центр одноимённого муниципалитета.

## История
Недалеко от Акульцинго во время Второй французской интервенции в Мексику 28 апреля 1862 года экспедиционный корпус генерала Лорансе на перевале Кумбрес-де-Акульцинго разбил части мексиканской армии генерала Игнасио Сарагосы.